# 潘燦良
潘燦良（英語：Poon Chan Leung，1966年11月23日—），香港舞台劇及電視演員，前香港電視網絡演員。他是香港話劇團聯席演員，曾駐團二十一年（1991年至2012年），有「劇團王子」之稱號。妻子為舞台劇及香港無綫電視前演員蘇玉華。二人選擇在2020年結婚的原因是他們的工作數目暫時減少，所以可以騰空時間去處理他們都不喜歡處理的繁文縟節。

## 早年生活
潘燦良在香港出生。出生初年在香港島西營盤第三街生活。約一至兩歲隨家人搬到九龍彩虹邨紅萼樓（面向斧山道游泳池的單位）生活。他小時候會玩滑板，有一兄一姊；父親是油漆工人，而母親則是一名校工。潘燦良曾就讀中華基督教會基華小學（1979年小六）和昔日是工業中學的中華基督教會基協中學。在校時的讀書成績較差，但於香港中學會考工業繪圖科取得B級成績。又參與過校內的籃球運動和話劇活動。他在1984年中五畢業後，任職工業繪圖員。因為覺得工作沉悶，加上發覺自己不能長期局限於一個工作空間之內去工作，於是入職兩星期便轉職牛奶公司標籤員和跟車電器送貨工人。在1984年至1987年期間，潘燦良先後四次報讀香港演藝學院。期間在黃大仙香港城市當代舞蹈團任職辦公室助理半年，再調任後台技術人員。他在1987年獲演藝學院校方取錄，並在1991年畢業於戲劇學院，主修表演。同年加入香港話劇團任全職演員，參演過多部香港本地原創劇及古今中外劇目。潘之所以會成為演員，原因出於中五時應同學邀請參加劇社演出後，得到中文科老師讚賞。遂開始想從演戲方面尋求自己的路向。

## 事業發展
1994年，潘燦良被一位美國導演邀請擔任《黑鹿開口了》男配角，獲1994年至1995年度香港舞台劇獎「最佳男配角」獎項。曾參演劇目包括《南海十三郎》、《如夢之夢》、《黑鹿開口了》、《家庭作孽》、《凡尼亞舅舅》、《藝術》、《暗戀桃花源》、《敦煌．流沙．包》、《魔鬼契約》等。曾多次取得香港舞台劇獎最佳男主角及男配角獎項；亦參與編劇及導演工作，作品有《三人行》、《拳手》、《玩謝潘燦良—光媒體的詩》等。潘燦良亦曾於《人間有情》、《南海十三郎》及《愛情觀自在》等電影演出。憑《南海十三郎》獲得第34屆台灣金馬獎及第17屆香港電影金像獎最佳男配角提名。在2005年，他獲亞洲文化協會（Asia Cultural Council）頒發利希慎獎學金，到美國紐約American Repertory Theatre進修。及後在2009年首次獨立編劇作品《重回凡間的凡人》，於新域劇團《劇場裡的臥虎與藏龍》作品展演發表，後於2011年獲邀參與香港藝術節，親自執導其作品，並由蘇玉華及張錦程主演。
2012年3月，潘燦良與當時女友蘇玉華合演由香港話劇團駐團導演馮蔚衡執導的舞台劇《心洞》。同年4月由香港話劇團全職演員轉為聯席演員，並被一位電視劇總導演找來加盟香港電視網絡，與張可頤合作演出電視劇《來生不做香港人》。2017年，他與張志偉及蘇玉華成立Project Roundabout，致力探討藝術之可能性，且於2017年7月上演首個演出《謊言》（The Truth）。潘燦良在2013年、2014年及2017年，分別憑香港話劇團舞台劇《心洞》、《教授》及《親愛的，胡雪巖》三度獲得香港舞台劇獎最佳男主角（悲劇/正劇）獎項。而2005年及2011年則分別憑香港話劇團舞台劇《家庭作孽》及《2029追殺1989》獲得香港舞台劇獎最佳男配角（悲劇/正劇）及最佳男配角（喜劇/鬧劇）獎項。此前曾於2012年榮獲香港藝術發展局「2011香港藝術發展獎年度最佳藝術家獎（戲劇）」。
2019年，潘燦良憑電影《逆流大叔》入圍角逐第38屆香港電影金像獎「最佳男配角」獎項。2020年，正值新型冠狀病毒肆虐香港。由於政府實施限聚令及防疫措施，香港舞台劇界陷入寒冬，大量舞台工作者收入劇減。為幫助同業，潘燦良與蘇玉華及張志偉推出「不日上演」計劃，以較簡單的讀劇形式，製作12齣劇目，參與者達178名業內人士，對紓緩舞台劇界的困境作出貢獻。

## 作品

### 舞台劇（部份演出）
- 《我和春天有個約會》飾 家豪
- 《南海十三郎》 飾 唐滌生
- 《Miss杜十娘》飾 李甲
- 《如夢之夢》飾 五號病人
- 《黑鹿開口了》
- 《家庭作孽》飾 何必達
- 《凡尼亞舅舅》
- 《愛情觀自在》飾 亞正
- 《德齡與慈禧》飾 勛齡（首演粵語版）、光緒（重演及再度公演粵語版）
- 《酸酸甜甜香港地》
- 《藝術》
- 《三人行》
- 《地久天長》飾 譚小富
- 《我愛阿愛》
- 《暗戀桃花源》飾 江濱柳
- 《敦煌．流沙．包》
- 《2029追殺1989》飾 魏基錦
- 《魔鬼契約》
- 《黐孖戲班》
- 《豆泥戰爭》飾 Michael
- 《脫皮爸爸》飾 四十歲爸爸
- 《玩謝潘燦良—光媒體的詩》
- 《心洞》
- 《教授》飾 教授
- 《狂揪夫妻》飾 Alan
- 《香港家族三部曲》飾 黃秋榮
- 《親愛的·胡雪巖》飾 胡雪巖
- 《謊言》飾 Michael
- 《會客室-best wishes》
- 《短暫的婚姻》飾 Galen
- 《如夢之夢》飾 五號病人
- 《親親麗南》飾 Pato
- 《聖荷西謀殺案》飾 Tang
- 《最後禮物》飾 歐陽曦

### 舞台劇（編劇/導演）
- 《三人行》（編作及導演）
- 《拳手》（導演）
- 《玩謝潘燦良—光媒體的詩》
- 《重回凡間的凡人》（編劇及導演）
- 《短暫的婚姻2022》（導演）
- 《完美證供》（導演）

### 電影演出
- 1995年 《人間有情》 飾 阿貴
- 1997年 《南海十三郎》 飾 唐滌生
- 2001年 《愛情觀自在》飾 亞修
- 2016年 《風景》飾 格言
- 2016年 《此情此刻》飾 李志堅
- 2016年 《點五步》飾 沙田區政務專員
- 2018年 《逆流大叔》飾 黃淑儀
- 2020年 《幻愛》飾 Dr. Simon
- 2021年 《洗碗天團》飾 Harold
- 2022年 《致命24小時》飾 鄭文迪
- 2023年 《送院途中》飾 濟公

### 電影配音
- 1999年 《獅子王Ⅱ：辛巴王國》（高夫  由 詹森·馬斯登 飾演）
- 2000年 《小魚仙2：海裡重聚》（小胖   由 卡姆·克拉克 飾演）
- 2008年 《魔法奇緣》（羅拔    由 柏德烈·丹斯  飾演）
- 2009年 《超級零零狗》
- 2011年 《慈善星輝布公仔》（加利  由 積遜·史格 飾演）
- 2024年 《潛行》 （方興 由 彭于晏 飾演）

### 電視演出
| 首播   | 劇名                             | 角色              | 性質       |
| 2014年 | 選戰                             | 韋文軒            | 客串       |
| 2014年 | 來生不做香港人                   | 歐陽山（Hill少）  | 第一男主角 |
| 2015年 | 末日+5                           | 李日材            | 單元男主角 |
| 2015年 | 獅子山下2015（第一集：一場飯局） | 譚家銘            |            |
| 2016年 | 瑪嘉烈與大衛系列 綠豆            | 趙子龍            | 第二男主角 |
| 2018年 | 東方華爾街                       | 老爺              |            |
| 2020年 | 獅子山下2020（第一集：喧囂過後） | 阮紀文（TY）      |            |
| 2020年 | 歎息橋                           | 鍾懷安            |            |
| 2020年 | 老夫少妻的日常                   | Hugo              |            |
| 2022年 | 冥冥之中                         | 大長老            | 第二男主角 |
| 2022年 | 反起跑線聯盟                     | 李銘基（Charles） | 第一男主角 |
| 2024年 | 反起跑線聯盟2                    | 李銘基（Charles） |            |

## 音樂錄像
- 2019年：陳逸璇〈短暫的新分〉
- 2020年：梁詠琪〈100層樓的家〉

## 獎項殊榮
- 1995年：《黑鹿開口了》 第4屆香港舞台劇獎最佳男配角獎項 (悲劇/正劇)
- 2005年：《家庭作孽》 第14屆香港舞台劇獎最佳男配角 (喜劇/鬧劇)
- 2011年：《2029追殺1989》 第20屆香港舞台劇獎最佳男配角 (喜劇/鬧劇)
- 2011年：香港藝術發展獎：年度最佳藝術家獎 (戲劇)
- 2013年；《心洞》 第22屆香港舞台劇獎最佳男主角 (悲劇/正劇)
- 2014年：《教授》 第23屆香港舞台劇獎最佳男主角 (悲劇/正劇)
- 2017年：《親愛的‧胡雪巖》 第26屆香港舞台劇獎最佳男主角 (悲劇/正劇)

## 獎項提名
- 1997年：《第34屆金馬獎》：最佳男配角－《南海十三郎》飾 唐滌生（最後四強）
- 1998年：《第17屆香港電影金像獎》：最佳男配角－《南海十三郎》飾 唐滌生（最後五強）
- 2015年：《第一屆高登艾美獎》：最佳男主角－《來生不做香港人》飾 歐陽山（Hill少）（最後五強）
- 2015年：《HKTVFansClub投票活動》：最佳男主角－《來生不做香港人》飾 歐陽山（Hill少）（最後六強）
- 2019年：《第25屆香港電影評論學會大獎》：最佳男演員－《逆流大叔》飾 黃淑儀（最後六強）
- 2019年：《第38屆香港電影金像獎》：最佳男配角－《逆流大叔》飾 黃淑儀（最後五強）

## 外部連結
- 潘燦良的Facebook專頁
- 潘燦良個人網頁 （页面存档备份，存于）